# Kiatak
Kiatak (dänisch Northumberland Ø „Northumberland-Insel“) ist eine grönländische Insel im Distrikt Qaanaaq in der Avannaata Kommunia.

## Geografie
Kiatak liegt westlich des Kangerlussuaq (Inglefield Bredning) zwischen dem Murchison Sund im Norden und am Sund Ikersuaq (Hvalsund) im Süden zwischen der Baffin Bay und der Nares-Straße. Die Insel ist durch den Sund Ikerasak von der rund 5 km entfernten benachbarten Insel Qeqertarsuaq (Herbert Ø) im Osten getrennt. Die kleinere Insel Appaarsuit (Hakluyt Ø) liegt ungefähr 2 km westlich. Gut 50 km östlich der Insel befindet sich die Stadt Qaanaaq und fast 50 km nordöstlich die Siedlung Siorapaluk. Die bergige und zum großen Teil vergletscherte Insel ist 276 km² groß, etwa 29 km lang und 17 km breit. Die höchste Erhebung von 1.030 m befindet sich im Nordwesten der Insel.

## Geschichte
- Karte mit allen Koordinaten:
- OSM |
- WikiMap

Kiatak ist unbewohnt, jedoch finden sich Überreste früherer Besiedelung bei Qangattaat (77° 24′ N, 72° 30′ W), Akuliaruseq (77° 21′ N, 72° 10′ W), Upernavissuaq (77° 19′ N, 71° 50′ W), Qassisalik (77° 20′ N, 71° 32′ W), Kiatak (77° 20′ N, 71° 28′ W) und Nunngarut (77° 21′ N, 71° 22′ W).

## Important Bird Area
Die Insel wurde im Jahr 2000 von der Vogelschutzorganisation BirdLife International als Important Bird Area (GL004) eingestuft. Etwa 2,5 Millionen Brutpaare des Krabbentauchers und anderer Meeresvögel wurden 1995 gezählt.